# Усенко, Алексей Степанович
Усенко Алексей Степанович (10 октября 1900, Келеберда — 4 октября 1974, Москва) — советский военный деятель, участник Гражданской, Советско-финской и Великой Отечественной войн, генерал-майор. Четырёхкратный кавалер Ордена Красного Знамени.

## Биография
Родился 10 октября 1900 года в селе Келеберда Гельязовского района Полтавской области. 1 марта 1922 года вступил в ряды Красной Армии. В составе 56-го стрелкового корпуса участвовал в советско-финской войне. С 18 июня по 20 сентября 1941 года занимал должность начальника политотдела 44-го стрелкового корпуса. С 9 июня по 10 июля 1942 года комиссар 314-й стрелковой дивизии, а с 21 октября того же года и до 2 ноября 1943 года член военного совета 58-й армии. С 18 января по 7 декабря 1944 года член военного совета 7-й армии, а 29 декабря 1944 года и до конца войны член военного совета 9-й гвардейской армии. Умер 4 октября 1974 года в Москве, похоронен на Кунцевском кладбище.

## Звания
- Батальонный комиссар (24.01.1936)
- Полковой комиссар (19.09.1937)
- Бригадный комиссар
- Полковник (20.01.1943)[4]
- Генерал-майор (29.09.1943)[4]

## Награды
- Орден Ленина (24.06.1948)
- Четыре ордена Красного Знамени (11.04.1940; 21.07.1944; 03.11.1944; 05.11.1954)
- Орден Красной Звезды (31.08.1941)
- Орден Кутузова II степени (25.10.1943)[9]
- Орден Богдана Хмельницкого II степени (28.04.1945)
- Медаль «За оборону Кавказа» (01.05.1944)
- Медаль «За взятие Вены» (09.06.1945)
- Медаль «За победу над Германией в Великой Отечественной войне 1941—1945 гг.» (09.05.1945)
- Другие медали